# Văn hóa đại chúng Nhật Bản tại Hoa Kỳ
Dòng chảy phim hoạt hình (anime) và truyện tranh manga Nhật Bản tràn vào Hoa Kỳ đã và đang làm gia tăng sự chú ý của người Mỹ tới hoạt hình Nhật. Dòng phim anime khác với hoạt hình Mỹ về phạm vi khán giả và chủ đề phim. Anime hướng đến đối tượng khán giả thanh thiếu niên và trẻ tuổi nhiều hơn so với hoạt hình Mỹ, và thường liên quan đến nhiều chủ đề nghiêm trọng hơn. Anime và manga hợp thành vô số các thể loại như lãng mạn, hành động, kinh dị, hài hước, chính kịch cũng như bao trùm đa dạng các đề tài như người trẻ tự sát, ganh đua trong trường cấp 3, bình luận xã hội và nhiều đề tài nữa. Được mô tả như một cánh cửa đưa nhiều người hâm mộ bước vào một nền văn hóa hoàn toàn mới; nó được dùng như một cách thức để học hỏi về Nhật Bản. Những người say mê điên cuồng phim anime tại Mỹ tự gọi họ một cách thân mật là otaku, mặc dù từ này ở Nhật tương đồng với geek, và họ thường bị xã hội lên án, chỉ trích. Rất giống với các nhóm văn hóa punk và goth, anime cũng đang trở thành một tiểu văn hóa.

## Anime tại Hoa Kỳ
Văn hóa anime tại Mỹ bắt đầu từ một cộng đồng ngách vốn có một cơ sở thường dân do các nhóm hâm mộ ở quy mô địa phương xây dựng.

## Cosplayer người Mỹ

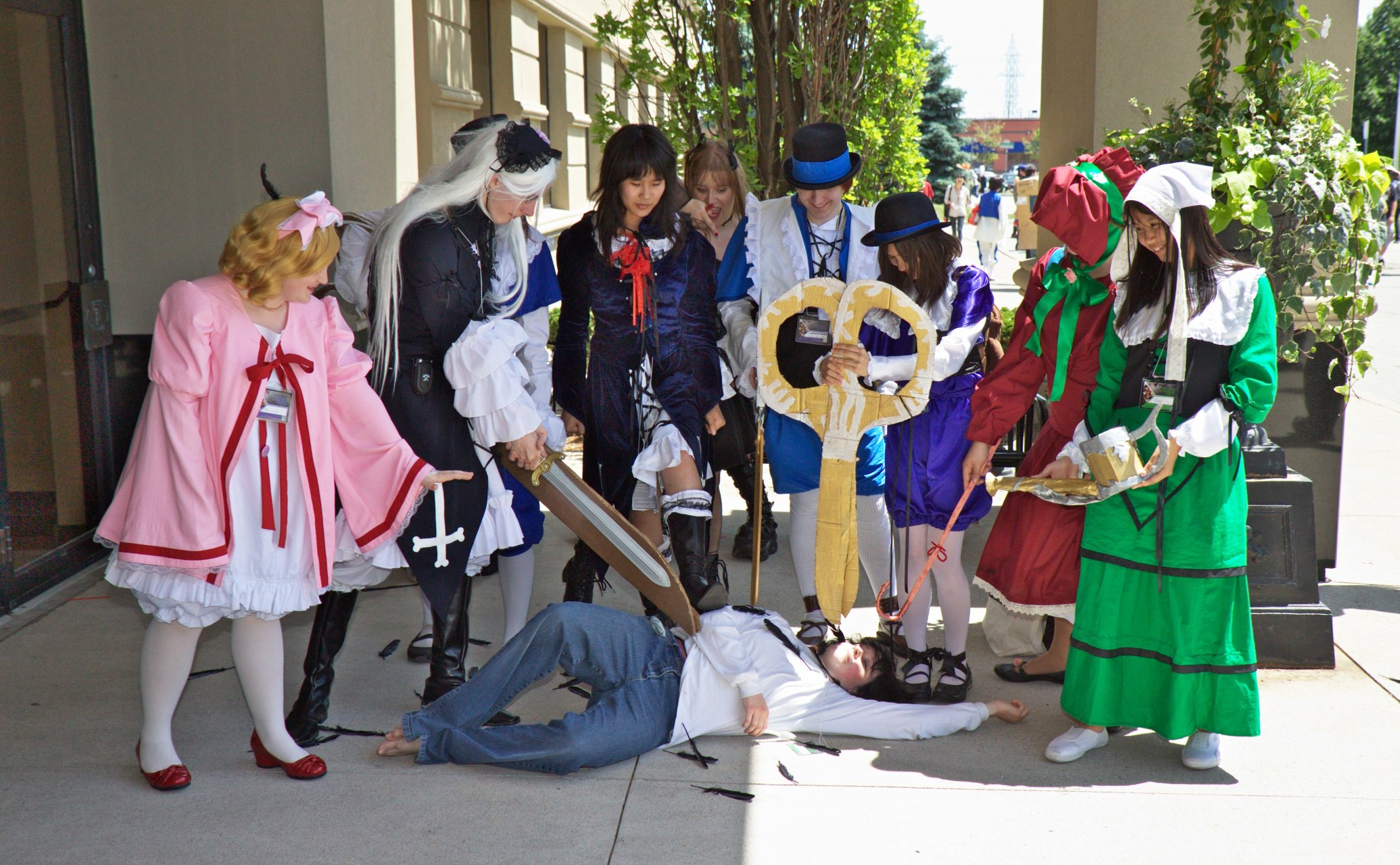
Cosplay tác phẩm Rozen Maiden

Từ "cosplay" tương ứng với cách viết rút gọn của cụm từ tiếng Anh là "costume play" (hóa trang), mặc dù từ này được tạo ra ở Nhật nhưng việc thực hành nó không chỉ có mỗi người Nhật.

## Sức ảnh hưởng và doanh thu bán manga
Nhà báo Calvin Reid của tờ tạp chí Publishers Weekly (Nhà xuất bản Hàng tuần) ước tính "Tổng doanh số bán manga tại Mỹ năm 2007 khởi sắc khoảng 10%, đến mức hơn 220 triệu đô la Mỹ, cũng như ước tính khoảng 1.468 đầu truyện đã được phát hành vào năm ngoái." Vì sự phổ biến của manga đang trên đà gia tăng nên các nghệ sĩ viết tiểu thuyết hình ảnh đặc trưng cũng đang bắt đầu áp dụng các đặc trưng của manga vào phong cách của họ.

## Âm nhạc

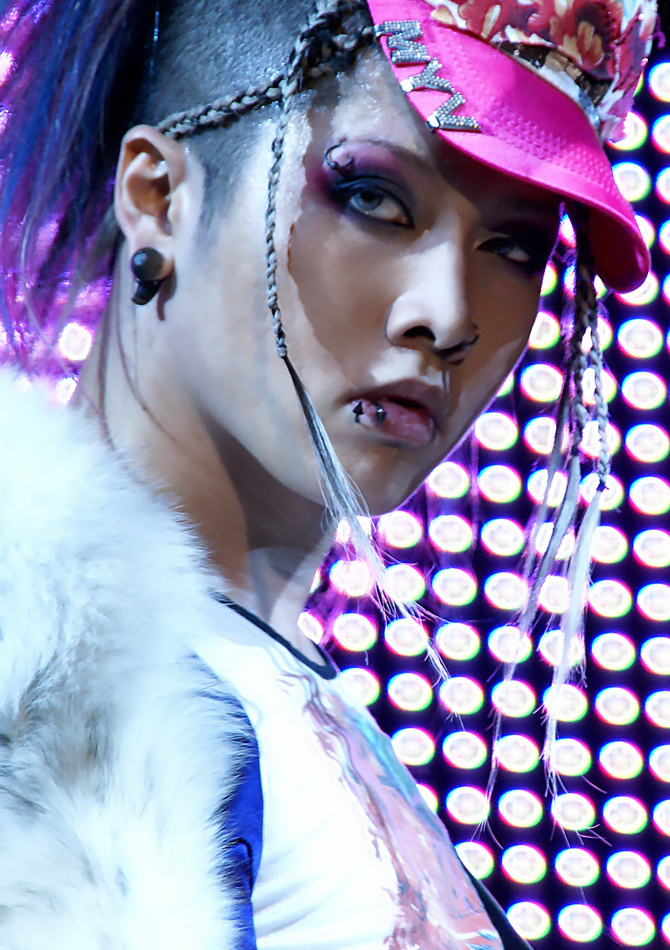
Nam nghệ sĩ Miyavi

Các nghệ sĩ nhạc pop và rock Nhật Bản cũng đang gia tăng mức độ nổi tiếng trong cộng đồng người nghe nhạc của Mỹ, ví dụ như: L'Arc-en-Ciel, Miyavi, T.M.Revolution, Utada Hikaru, Asian Kung-Fu Generation, Dir En Grey, Yellow Magic Orchestra và Susumu Hirasawa.